# Nekane Murga
Miren Nekane Murga Eizagaechevarría (Bilbao, 1963) es una médica cardióloga y política española de ideología nacionalista vasca, consejera de salud del Gobierno Vasco en el inicio de la pandemia de COVID-19.

## Trayectoria
Licenciada en Medicina y Cirugía por la Universidad del País Vasco, Murga se especializó en cardiología. Durante más de una década ejerció la medicina en el Hospital Universitario de Basurto.
Entre 2007 y 2011 fue presidenta de la sección de Cardiología Clínica en la Sociedad Española de Cardiología (SEC), donde fue coordinadora nacional de grupo de trabajo Mujeres en Cardiología, y vocal del Comité Ético y de Investigación del País Vasco. Desde 2013 imparte clases en la Universidad del País Vasco como profesora asociada al departamento de Medicina.
En 2017 fue nombrada Directora de Planificación, Ordenación y Evaluación Sanitarias del Departamento de Salud del Gobierno Vasco. El 14 de marzo de 2019 sustituyó a Jon Darpón en la Consejería de Salud tras la dimisión de éste como consejero tras el fraude de los exámenes de oposición pública de empleo de Osakidetza. Tras la celebración de las elecciones al Parlamento Vasco de 2020 fue sustituida en el cargo por Gotzone Sagardui. En abril de 2021 pasó a ocupar la dirección recién creada de Medicina de Precisión y Terapias Avanzadas de Osakidetza.